# Чаглин
Чаглин је насељено место и средиште општине у Славонији, у Хрватској.

## Географски положај
Подручје општине Чаглин налази се на крајњем истоку Пожешко-славонске жупаније, на брдовитом подручју Диљ Горе и Крндије. Саобраћајно је добро повезано путевима Плетерница ― Нашице ― Ђаково ― Славонски Брод.

## Историја
Први документи у којима се помиње подручје Чаглина датирају из XV века.
До пописа 1991. подручје општине Чаглин, било је у саставу велике општине Славонска Пожега, а по новој територијалној организацији постао је општина у саставу Пожешко-славонске жупаније.

## Привреда
Брдовит крајолик и привредна неразвијеност приморавају становништво на одлазак у крајеве са повољнијим условима за живот. Становништво се углавном бави сточарством и ратарством. Већи део некада бројне српске заједнице је због опште несигурности под новом хрватском влашћу напустио чаглинско подручје на почетку ратних сукоба у Хрватској, 1991. године, иако у чаглинском крају није било директних ратних дејстава, као и у току рата заменом кућа са Хрватима из Војводине.

## Становништво
На попису становништва 2011. године, општина Чаглин је имала 2.723 становника, од чега у самом Чаглину 591.

### Ранији пописи
По попису становништва из 2001. године, општина Чаглин је имала 3.386 становника, од чега је у самом Чаглину живело 677.
До нове територијалне организације, општина Чаглин се налазила у саставу бивше велике општине Славонска Пожега. Национални састав општине Чаглин, по попису из 1991. године је био следећи:
| година пописа | укупно | Хрвати         | Срби         | Југословени | остали      |
| ------------- | ------ | -------------- | ------------ | ----------- | ----------- |
| 1991          | 3.928  | 2.572 (65,47%) | 903 (22,98%) | 133 (3,38%) | 320 (8,14%) |

## Попис 1991.
На попису становништва 1991. године, насељено место Чаглин је имало 717 становника, следећег националног састава:
| Попис 1991.‍  | Попис 1991.‍  | Попис 1991.‍ | Попис 1991.‍ | Попис 1991.‍ |
| ------------ | ------------ | ----------- | ----------- | ----------- |
|              |              |             |             |             |
| Хрвати       | Хрвати       |             | 613         | 85,49%      |
| Срби         | Срби         |             | 45          | 6,27%       |
| Југословени  | Југословени  |             | 24          | 3,34%       |
| Мађари       | Мађари       |             | 4           | 0,55%       |
| Македонци    | Македонци    |             | 3           | 0,41%       |
| Словаци      | Словаци      |             | 3           | 0,41%       |
| Пољаци       | Пољаци       |             | 1           | 0,13%       |
| Словенци     | Словенци     |             | 1           | 0,13%       |
| Црногорци    | Црногорци    |             | 1           | 0,13%       |
| неопредељени | неопредељени |             | 15          | 2,09%       |
| непознато    | непознато    |             | 7           | 0,97%       |
| укупно: 717  |              |             |             |             |